# Королевский собор Святого Франциска Великого (Мадрид)

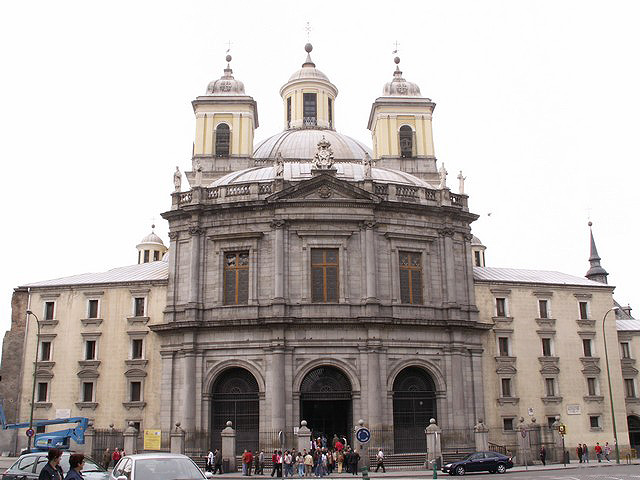

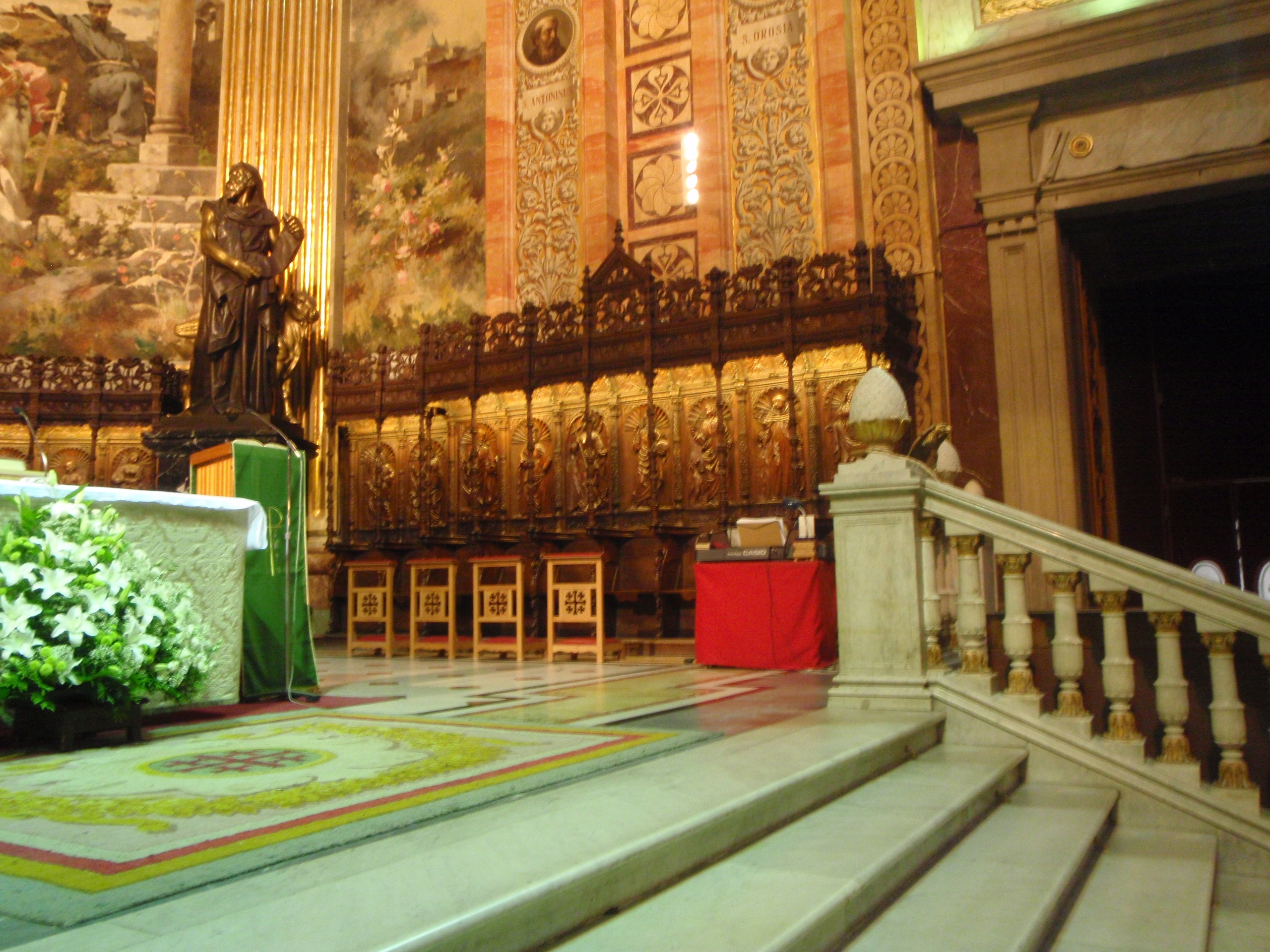

Королевский собор св. Франциска Великого (исп. Real Basílica de San Francisco el Grande) — католический собор в центральной части столицы Испании Мадрида, в районе Ла-Латина.
Фасад парадной части здания собора выходит на площадь Святого Франциска, с других сторон его окружают Большой проспект Сан-Франсиско (Gran Vía de san Francisco) и проспект св Франциска (Carrera de san Francisco). Собор находится в ведении ордена францисканцев. Высота купола собора составляет 58 метра, его диаметр — 33 метров.
Королевский собор св. Франциска Великого построен и оформлен в неоклассическом стиле, во второй половине XVIII столетия. Его архитекторами были Франсиско Кабесас, а затем Антонио Пло и Франческо Сабатини. Собор украшен полотнами таких мастеров испанской живописи, как Сурбаран и Франсиско Гойя. В настоящее время собор св. Франциска Великого выполняет роль испанского национального пантеона, в котором похоронены выдающиеся деятели национальной культуры и видные государственные деятели.